# Chad Scott
(en) Statistiques sur pro-football-reference
Chad Oliver Scott (né le 6 septembre 1974) est un joueur professionnel américain de football américain, qui évoluait au poste de cornerback. 
Scott est une sélection de premier tour, 24e choix total, par les Steelers de Pittsburgh de la draft 1997 de la NFL. Il a joué professionnellement pour les Steelers et les Patriots de la Nouvelle-Angleterre. Il a joué au football universitaire pour les Terrapins de l'Université du Maryland.

## Biographie

### Jeunesse
Scott est né à Capitol Heights dans le Maryland et est diplômé de la Suitland High School à Forestville. Il a fréquenté l'Université de Towson et l'Université du Maryland, où il a étudié les sciences kinésiologiques.

### Carrière professionnelle
Chad Scott est sélectionné par les Steelers de Pittsburgh comme 24e choix du premier tour de la draft 1997 de la NFL. Il manque la saison 1998 en raison d'une blessure. 
Il réalise 21 interceptions, dont quatre retournées pour un touchdown, au cours de sa carrière. Il est libéré par les Steelers le 25 février 2005. Il est signé par les Patriots de la Nouvelle-Angleterre comme agent libre le 26 avril 2005. Scott se blesse au genou pendant la première semaine du camp d'entraînement 2007 et est placé sur la liste des blessés par les Patriots. Il dispute 108 matchs pendant neuf saisons dans la NFL.

## Statistiques NFL
| Saison | Équipe | MJ  | Plaquages | Plaquages | Plaquages | Sacks | Fumbles | Fumbles    | Fumbles | Interceptions | Interceptions | Interceptions | Interceptions | Interceptions | Interceptions |
| Saison | Équipe | MJ  | Solo      | Total     | Ast       | Sacks | Forcés  | Recouverts | Yards   | INT           | Yards         | Y/INT         | Lng           | TD            | PD            |
| ------ | ------ | --- | --------- | --------- | --------- | ----- | ------- | ---------- | ------- | ------------- | ------------- | ------------- | ------------- | ------------- | ------------- |
| 1997   | PIT    | 13  | 48        | 45        | 3         | 0.0   | 0       | 0          | 0       | 2             | -4            | -2            | 0             | 0             | 14            |
| 1999   | PIT    | 13  | 50        | 49        | 1         | 0.0   | 0       | 0          | 0       | 1             | 16            | 16            | 16            | 0             | 8             |
| 2000   | PIT    | 16  | 70        | 64        | 6         | 0.0   | 0       | 1          | 0       | 5             | 49            | 10            | 33            | 0             | 17            |
| 2001   | PIT    | 15  | 80        | 71        | 9         | 0.0   | 0       | 0          | 0       | 5             | 204           | 41            | 62            | 2             | 21            |
| 2002   | PIT    | 15  | 83        | 66        | 17        | 0.0   | 0       | 0          | 0       | 2             | 30            | 15            | 30            | 1             | 16            |
| 2003   | PIT    | 12  | 55        | 43        | 12        | 0.0   | 1       | 0          | 0       | 3             | 50            | 17            | 26            | 1             | 13            |
| 2004   | PIT    | 7   | 29        | 27        | 2         | 0.0   | 0       | 0          | 0       | 1             | 23            | 23            | 23            | 0             | 9             |
| 2005   | NE     | 3   | 4         | 4         | 0         | 0.0   | 0       | 0          | 0       | 0             | 0             | 0             | 0             | 0             | 0             |
| 2006   | NE     | 14  | 46        | 37        | 9         | 0.0   | 0       | 0          | 0       | 2             | 32            | 16            | 32            | 0             | 4             |
| Total  | Total  | 108 | 465       | 406       | 59        | 0,0   | 1       | 1          | 0       | 21            | 400           | 19            | 62            | 4             | 102           |